# Prezident Srbska
Prezident Srbska (srbsky Председник Србије, Predsednik Srbije), dle ústavy prezident republiky (srbsky Председник Републике, Predsednik Republike), je hlavou Srbska.
Prezident je volen v přímé volbě na pětileté funkční období a jeho mandát je ústavou omezen na dvě po sobě jdoucí období. Kromě toho, že je vrchním velitelem ozbrojených sil, má prezident procedurální povinnost jmenovat předsedu vlády se souhlasem Národního shromáždění. Kancelář prezidenta se nachází v paláci Novi dvor v Bělehradu.
Současným prezidentem je Aleksandar Vučić, který se úřadu ujal 31. května 2017.

## Povinnosti a pravomoci
Funkce prezidenta je převážně ceremoniální. Prezident dle ústavy Srbska:
1. reprezentuje zemi navenek i ve vnitřních vztazích,
2. vyhlašuje zákony v souladu s ústavou,
3. navrhuje Národnímu shromáždění kandidáta na funkci předsedy vlády,
4. na návrh vlády jmenuje a odvolává velvyslance Srbska,
5. přijímá akreditivy a odvolatelné akreditivy zahraničních diplomatických zástupců,
6. uděluje amnestie a vyznamenání,
7. spravuje další záležitosti stanovené ústavou.

V souladu se zákonem prezident republiky velí armádě a jmenuje, povyšuje a uvolňuje důstojníky Srbské armády.